# Ibijau à ailes blanches
Nyctibius leucopterus
Espèce
Synonymes
- Caprimulgus leucopterus Wied-Neuwied, 1821
(protonyme)

Statut de conservation UICN

 LC  : Préoccupation mineure
L'Ibijau à ailes blanches (Nyctibius leucopterus) est une espèce d'oiseaux de la famille des Nyctibiidae.

## Répartition

Cette espèce vit en Amérique du Sud.